# Dookie
Dookie – trzeci studyjny album amerykańskiego zespołu Green Day wydany 1 lutego 1994 roku nakładem wytwórni Reprise Records. Przyniósł zespołowi sławę na skalę światową. Do dziś na całym świecie sprzedano blisko 20 mln egzemplarzy (ponad 10 mln w USA).
Nagrania w Polsce uzyskały certyfikat złotej płyty.
W 2003 album został sklasyfikowany na 193. miejscu listy 500 albumów wszech czasów magazynu „Rolling Stone”. W 2024 roku album został wybrany przez Bibliotekę Kongresu do National Recording Registry jako nagranie posiadające "znaczenie kulturowe, historyczne lub estetyczne".

## Lista utworów
Wszystkie utwory napisane przez Billiego Joe Armstronga, z wyjątkiem utworów "Emenius Sleepus" napisanego przez Mike'a Drinta oraz ukryta ścieżka "All by Myself" napisana i wykonana przez Tré Coola.
| Nr  | Tytuł                          | Długosć |
| --- | ------------------------------ | ------- |
| 1.  | "Burnout"                      | 2:07    |
| 2.  | "Having a Blast"               | 2:44    |
| 3.  | "Chump"                        | 2:53    |
| 4.  | "Longview"                     | 3:59    |
| 5.  | "Welcome to Paradise"          | 3:44    |
| 6.  | "Pulling Teeth"                | 2:30    |
| 7.  | "Basket Case"                  | 3:02    |
| 8.  | "She"                          | 2:13    |
| 9.  | "Sassafras Roots"              | 2:37    |
| 10. | "When I Come Around"           | 2:57    |
| 11. | "Coming Clean"                 | 1:34    |
| 12. | "Emenius Sleepus"              | 1:43    |
| 13. | "In the End"                   | 1:46    |
| 14. | "F.O.D."                       | 2:52    |
| 15. | "All by Myself" (ukryty utwór) | 1:37    |

## Inne utwory nagrane podczas sesji do albumu[16]
- "409 in Your Coffeemaker" - ponownie nagrany utwór z albumu EP zespołu, "Slappy".
- "Christine Road" - ponownie nagrany utwór z poprzedniego albumu zespołu, "Kerplunk!".
- "On The Wagon" - wydany jako strona B singla "Basket Case".
- "Tired Of Waiting For You" - cover utworu pierwotnie napisanego przez zespół rockowy "The Kinks". Wydany jako strona B singla "Basket Case".